# محوطه تازه‌آباد (۶)
محوطه تازه آباد (۶) در شهرستان گیلانغرب، بخش مرکزی، دهستان چله، ۳۰۰ متری جنوب غربی روستای تازه آباد واقع شده و این اثر در تاریخ ۲۷ اسفند ۱۳۸۶ با شمارهٔ ثبت ۲۲۳۶۰ به‌عنوان یکی از آثار ملی ایران به ثبت رسیده است.